# Saint-Rémy-en-Rollat
Saint-Rémy-en-Rollat település Franciaországban, Allier megyében. Lakosainak száma 1769 fő (2022. január 1.). Saint-Rémy-en-Rollat Broût-Vernet, Charmeil, Creuzier-le-Vieux, Marcenat, Saint-Didier-la-Forêt, Saint-Germain-des-Fossés és Vendat községekkel határos.

## Népesség
A település népessége az elmúlt években az alábbi módon változott:
| Lakosok száma | 985  | 1265 | 1407 | 1550 | 1662 | 1691 | 1706 | 1737 | 1758 | 1769 |
|               | 1968 | 1982 | 1990 | 2006 | 2013 | 2015 | 2017 | 2019 | 2020 | 2022 |